# Lucien Pariès
Pas d'image ? Cliquez ici

a Compétitions nationales et continentales officielles uniquement.

b Matchs officiels uniquement.
Lucien Pariès, né le 4 août 1947 à Anglet (France) et le mort le 28 janvier 1998 à Aix-les-Bains (France), est un joueur international français de rugby à XV, de 1,72 m pour 86 kg, évoluant au poste de demi d'ouverture. 

## Biographie
Lucien Pariès joue demi d'ouverture au Biarritz olympique de 1964 (à 17 ans) à 1973, puis au RC Narbonne à compter de 1974 pour remplacer Jo Maso.
En 1975, il termine meilleur réalisateur du Championnat de France avec 168 points inscrits. Quatre ans plus tard, il est à nouveau meilleur réalisateur du Championnat de France, cette fois-ci avec 203 points.
Il évolue aussi en équipe de France, en rude concurrence alors à ce poste de demi d'ouverture, avec le Toulousain Jean-Louis Bérot principalement, mais aussi avec son voisin Henri Cabrol le Biterrois, et plus tard avec le Montferrandais Jean-Pierre Romeu. 
Tenant un café, il termine sa carrière au SC Mazamet.
Sous un physique de fausse rondeur, il est en fait particulièrement incisif, rapide et percutant.
Il meurt le 23 janvier 1988 des suites d'une maladie.

## Statistiques en équipe nationale
- 8 sélections en équipe de France, de 1968 à 1975.
- 46 points.

## Palmarès

### En club
- Finaliste de la Coupe Frantz-Reichel en 1968 avec le Biarritz olympique.
- Vainqueur du Challenge Yves du Manoir en 1978 et 1979 avec le RC Narbonne.
- Vainqueur du Bouclier d'automne en 1978 avec le RC Narbonne.
- Vainqueur du Championnat de France en 1979 avec le RC Narbonne.
- Vainqueur du Challenge Béguère en 1979 et 1980 avec le RC Narbonne.

### En équipe nationale
Vainqueur du Tournoi des Cinq Nations en 1970 (ex aequo avec le pays de Galles) avec l'équipe de France.

### Distinctions personnelles
- Meilleur réalisateur du Tournoi des Cinq Nations en 1975 (20 points).
- Meilleur réalisateur du Championnat de France en 1975 (168 points) et 1979 (203 points).